# 2016年2月巴格达炸弹袭击
2016年2月巴格达炸弹袭击于2016年2月28日发生在巴格达南部郊区萨德尔市，两枚炸弹在人群密集的手机市场内爆炸，造成至少70人死亡，60人受伤。事件中的手机市场所在地以什叶派穆斯林为主。袭击者骑摩托车穿过人群时将自杀式炸弹引爆。